# Liste der Bodendenkmäler in Leupoldsgrün
Auf dieser Seite sind die Bodendenkmäler in der oberfränkischen Gemeinde Leupoldsgrün zusammengestellt. Diese Tabelle ist eine Teilliste der Liste der Bodendenkmäler in Bayern. Grundlage ist die Bayerische Denkmalliste, die auf Basis des Bayerischen Denkmalschutzgesetzes vom 1. Oktober 1973 erstmals erstellt wurde und seither durch das Bayerische Landesamt für Denkmalpflege geführt wird. Die folgenden Angaben ersetzen nicht die rechtsverbindliche Auskunft der Denkmalschutzbehörde.

## Bodendenkmäler der Gemeinde Leupoldsgrün

### Bodendenkmäler in der Gemarkung Leupoldsgrün
| Lage                              | Objekt | Akten-Nr.     | Bild           |
| --------------------------------- | --- | ------------- | -------------- |
| Leupoldsgrün Hartungs (Standort)  | Mittelalterlicher Turmhügel. Siehe auch: Turmhügel Hartungs | D-4-5736-0008 | weitere Bilder |
| Leupoldsgrün (Standort)           | Vorgängerbauten sowie Befunde des Mittelalters und der frühen Neuzeit im Bereich der Evangelisch-Lutherischen Pfarrkirche von Leupoldsgrün. Siehe auch: Pfarrkirche Leupoldsgrün | D-4-5736-0079 | weitere Bilder |
| Leupoldsgrün Röhrsteig (Standort) | Wüstung des Mittelalters und der frühen Neuzeit. | D-4-5736-0117 |                |
| Leupoldsgrün Hohenbuch (Standort) | Bergbauareal des Mittelalters und der frühen Neuzeit. | D-4-5736-0120 |                |

### Bodendenkmäler in der Gemarkung Lipperts
| Lage                             | Objekt                                                            | Akten-Nr.     | Bild           |
| -------------------------------- | ----------------------------------------------------------------- | ------------- | -------------- |
| Lipperts Leupoldsgrün (Standort) | Mittelalterlicher Burgstall. Siehe auch: Burgstall Am Rothen Berg | D-4-5636-0012 | weitere Bilder |
| Lipperts Leupoldsgrün (Standort) | Bergbauareal des Mittelalters und der frühen Neuzeit.             | D-4-5736-0119 |                |